# Rusanivka, Radomîșl
Rusanivka (în ucraineană Русанівка) este un sat în comuna Osîcikî din raionul Radomîșl, regiunea Jîtomîr, Ucraina.

## Demografie
Componența lingvistică a localității Rusanivka
     Ucraineană (99,29%)
     Alte limbi (0,36%)
Conform recensământului din 2001, majoritatea populației localității Rusanivka era vorbitoare de ucraineană (99,29%), existând în minoritate și vorbitori de alte limbi.